# Agatho
Agatho (av grekiska agathos ’god’), född cirka 577 på Sicilien, död före 10 januari 681 i Rom, var påve från 27 juni 678 till sin död 10 januari 681. Han kan ha varit så gammal som 100 år då han uppsteg på påvestolen.

## Biografi
Enligt en utbredd uppfattning var Agatho benediktinmunk vid Sankt Hermesklostret i Palermo innan han blev påve. 
Agatho genomdrev den så kallade monoteletismens fördömande först på en kyrkoförsamling i Rom 680 och sedan på det sjätte ekumeniska kyrkomötet i Konstantinopel samma år. Han avled i Rom medan delegater från Konstantinopel var på väg dit med dekreten från konciliet, och begravdes den 10 januari i Peterskyrkan. På grund av de många mirakler som han sägs ha utfört, kallas han ibland "undergöraren" eller Thaumaturgus.
Agatho är upptagen bland helgonen, och 10 januari är hans åminnelsedag inom den romerska kyrkan, 20 februari inom den grekiska.

### Fotnoter
1. ↑  Catholic Encyclopedia